# Finding Amanda
Finding Amanda (Brasil: Procurando Amanda / Portugal: À Procura de Amanda) é um filme estadunidense de 2008 do gênero comédia romântica dirigido por Peter Tolan e estrelado por Matthew Broderick e Brittany Snow.
O longa-metragem foi lançado diretamente em DVD no Brasil em 2008.

## Sinopse
Finding Amanda conta a história de um homem de meia-idade, alcoólatra e jogador compulsivo em recuperação , que viaja até Las Vegas para encontrar sua sobrinha, uma mulher chamada Amanda, que trabalha como prostituta.

## Elenco
- Matthew Broderick... Taylor Peters Mendon
- Brittany Snow... Amanda Tangerman
- Peter Facinelli... Greg
- Maura Tierney... Lorraine Mendon
- Steve Coogan... Casino Pit Boss
- Daniel Roebuck... Link
- Bill Fagerbakke... Larry
- J.P. Manoux... Tony
- Jennifer Hall... Wendy
- Allie McCulloch... Eve